# Palotchka
Cette page contient des caractères spéciaux ou non latins. S’ils s’affichent mal (▯, ?, etc.), consultez la page d’aide Unicode.
La palotchka ou páločka (en russe : палочка), littéralement « bâtonnet », est une lettre ajoutée à l’alphabet cyrillique  lorsqu’il est utilisé pour transcrire certaines langues caucasiennes, telles que l’abaza, l’adyguéen, l’avar, le tchétchène, le darguine, l’ingouche, le kabarde, le lak, le lezguien ou le tabassaran.
Elle se présente exactement comme la lettre latine majuscule I, ou comme le I majuscule ukrainien (le terme russe палочка signifie littéralement bâtonnet, ou petit trait).

## Usage
La palotchka n’a habituellement pas de valeur phonétique indépendante, mais est utilisée pour modifier la lecture de la lettre précédente, comme pour l’avar, où elle signale que la consonne précédente est une éjective ; pour d’autres langues, elle représente un coup de glotte, comme en adyguéen, en kabarde, en tchétchène ou en ingouche.
- Exemple pour l’avar : кӀалъазе  (API: /kʼaˈɬaze/) parler
- Exemple pour le kabarde : елъэӀуащ (API: /jaɬaˈʔʷaːɕ/), il a demandé quelque chose.
- Exemple pour le lak : кварчӀ (API: /kʷarʧʼ/) paresse
- Exemple pour le tchétchène : бӏар regard, ӏажаркх chiendent

## Représentations informatiques
La palotchka peut être représentée avec les caractères Unicode suivants :
| formes    | représentations | chaînes de caractères | points de code | descriptions                          |
| --------- | --------------- | --------------------- | -------------- | ------------------------------------- |
| capitale  | Ӏ               | Ӏ                     | U+04C0         | lettre cyrillique palotchka           |
| minuscule | ӏ               | ӏ                     | U+04CF         | lettre minuscule cyrillique palotchka |

La forme minuscule n’a été encodée qu’à partir de la version Unicode 5.0. Jusqu’à ce jour (2014), la palotchka n’est toujours pas présente sur les claviers standards et dans les polices de caractères courantes, et ne peut donc être facilement saisie ou rendue de manière fiable sur bon nombre de systèmes informatiques. On la remplace habituellement par l’une des lettres latines I majuscule ou l minuscule (dans les « chats » ou forums par exemple), bien que d’un point de vue technique ceci soit incorrect.